# Octospinifer torosus
Octospinifer torosus är en hakmaskart som beskrevs av Van Cleave och Haderlie 1950. Octospinifer torosus ingår i släktet Octospinifer och familjen Neoechinorhynchidae. Inga underarter finns listade i Catalogue of Life.